# Bion de Boristene
Bion de Boristene (em grego:  Βίων Βορυσθενίτης, gen.: Βίωνος; c. 325 – c. 250 a.C.), foi um filósofo  cínico  grego. Depois de ser vendido com escravo e em seguida liberado, se mudou para Atenas, onde estudou em quase todas as escolas de filosofia. Foram seus diatribes em estilo cínico que o fazem lembrado. Bion satirizou a loucura das pessoas, atacou a religião e elogiou a filosofia.

## Biografia
Bion era da cidade de Ólbia, na costa norte da Mar Negro ao longo da foz do rio Boristene (atual Dniepre). Ele viveu em c. 325-c. 250 a.C., mas as datas exatas de seu nascimento e morte são incertas. Estrabão menciona-o como um contemporâneo de Eratóstenes, que nasceu em 275 a.C.. Diógenes Laércio preservou uma conta na qual Bion descreve sua filiação ao Antígono II Gónatas, rei da Macedónia Antiga, porém muito do que o próprio conta é tido ainda como ficção. Seu pai era um liberto e um comerciante de peixe salgado, com o qual combinava a ocupação de praticas de contrabando, sua mãe, Olimpia, era uma prostituta da Lacônia. Toda a família foi vendida como escravo, por conta de algum delito cometido pelo pai. Em conseqüência disso, Bion caiu nas mãos de um retórico, que o fez seu herdeiro. Após queimar toda a biblioteca de seu patrono, Bion foi para a Atenas e se dedicou à filosofia, no curso da qual abraçou os princípios de quase todas as seitas em sucessão. Primeiro, foi um  acadêmico, estudando sob Xenócrates e Crates de Atenas, então se tornou um filósofo cínico (talvez sob Crates de Tebas), depois ligou-se a Teodoro, o Ateu, o filósofo cirenaico, cujo alegado ateísmo supostamente influenciou Bion, e, finalmente, tornou-se um discípulo de Teofrasto o peripatético. Ao costume dos sofistas da época, Bion viajou pela Grécia e Macedônia e foi admitido no círculo literário na corte de Antígono II Gonatas; Em seguida, ele ensinou filosofia em Rodes, e morreu em Cálcis em Eubeia.